# 劉風階
劉風階（？—？），江西莲花厅人，清朝政治人物。
同治八年十一月，擔任清朝廣東省潮州府豐順縣知縣。后由張璿接任。